# Lelejus venustus
Lelejus venustus (лат.) — ископаемый вид муравьёв, единственный в составе рода Lelejus из подсемейства мирмицины (Myrmicinae). Европа, эоценовый янтарь (около 35 млн лет): Украина (ровенский янтарь). Родовое название дано в честь доктора биологических наук А. С. Лелея за его крупный вклад в исследование перепончатокрылых насекомых.

## Описание
Длина около 4 мм. Антенны самцов состоят из 13 члеников с очень коротким скапусом и нитевидным жгутиком, без булавы; 3-члениковые максиллярные и 2-члениковые губные щупики. Хорошо развитые мандибулы субтреугольные с зубчатым жевательным краем (6 зубцов, включая крупные апикальный и базальный и 4 мелких промежуточных). Глаза крупные в половину длины головы. Оцеллии большие. Скутум с широкими нотаулями. Передние крылья с замкнутыми ячейками 1+2r, 3r и mcu, ячейка 3r примерно такой же длины, как ячейка 1+2r; свободная жилка M ответвляется от RS примерно на середине между стыком поперечной жилки 2r-rs с RS и жилкой m-cu; поперечная жилка cu-a расположена далеко от основания крыла, поэтому ветвь 1M + Cu намного длиннее, чем 2M+Cu.

## Таксономия и этимология
Вид был впервые описан по одному крылатому самцу из ровенского янтаря в 2021 году энтомологами А. Г. Радченко (Киев, Украина) и М. Ю. Прощалыкиным (БПИ ДВО РАН, Владивосток, Россия). Это 13-й полностью ископаемый род муравьёв, найденный в европейских янтарях и только 6-й из Myrmicinae, у которого известны самцы. Систематическое положение рода среди триб мирмицин не определено. Родовое название Lelejus дано в честь доктора биологических наук, профессора и заслуженного деятеля науки РФ А. С. Лелея за его крупный вклад в исследование перепончатокрылых насекомых. Видовое название L. venustus происходит от латинского слова venustus (красивый, прекрасный), так как по мнению авторов означает, описываемый экземпляр имеет красивый общий вид.